# Dorothea Lange
Dorothea Lange (n. 26 mai 1895, Hoboken, New Jersey – d. 11 octombrie 1965, San Francisco, California) a fost o fotografă americană de origine germană, ea fiind considerată una din întemeietorii fotografiilor documentare.

## Date biografice
Dorothea Lange (Dorothea Margaretta Nutzhorn) a fost primul născut într-o familie de emigranți germani, tatăl ei fiind Henry Nutzhorn, iar mama Joan (născută Lange). În anul 1902 când avea vârsta de 7 ani se îmbolnăvește de poliomelită (paralizie infantilă); boala a cauzat paralizia piciorului său drept. Fiind handicapată, era batjocorită de copii vecini, chiar mama ei se simțea jenată de boala fiicei. În anul 1907 părăsește pentru întotdeauna casa părintească, ea nu va aminti niciodată numele tatălui ei. Cu ajutorul mamei găsește un post de bibliotecară în  New York Public Library în Lower East Side din Manhattan de unde își va ajuta financiar familia. În același an mama ei o înscrie într-o școală frecventată de emigranți evrei, care se afla în apropierea locului ei de muncă, aici s-a simțit izolată fiind singura creștină din școală. Ulterior urmează cursurile școlii superioare Wadleight High School din Uptown New York. În autobiografia ei va descrie că în școli s-a simțit (kreuzungluecklich) foarte nenorocită. În timpul ei liber, fiind o bună observatoare, se preocupă cu evenimentele din viața cotidiană. Având o voință de fier ca autodidactă devine un observator fin, critic iar la vârsta de 18 ani dezamăgită de tatăl ei va prelua numele de familie al mamei. În 1913 va temina școala superioară declarând că dorește să devină fotografă, dar se lovește de împotrivirea familiei care nu este de acord cu hotărârea ei.
Urmând dorința mamei a urmat 3 ani o școală pedagogică pentru a deveni învățătoare. Paralel va studia în timpul liber arta fotografică la Arnold Genthe și  Charles H. Davis, ca apoi să termine studiile în anul 1917 la Universitatea Columbia.